# مرسيدس بنز أروكس

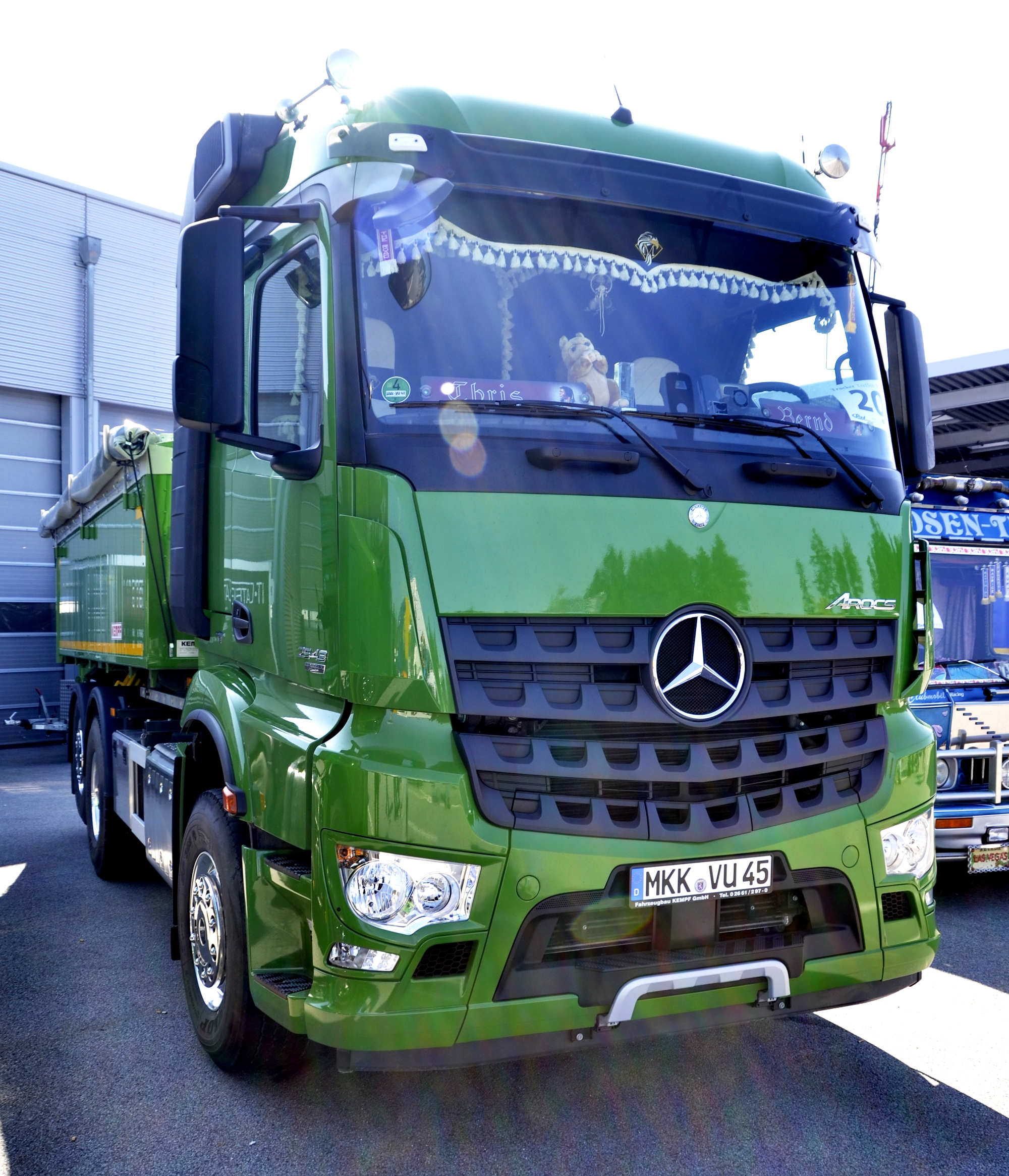
إحدى نماذج أروكس

أروكس (بالألمانية: Arocs) هي شاحنة نقل ثقيلة من صنع شركة مرسيدس بنز الألمانية خرجت لنور في عام 2013. تستهدف هذه الشاحنة للعمل في قطاع البناء. وتشمل الخلاطات الخرسانات والجرارات. يبلغ وزنها من 18 إلى 41 طن.

## المحرك
جميع المحركات تتبع المعايير الأوروبية 
- OM473
- OM471
- OM470
- OM936